# Ametralladora ligera

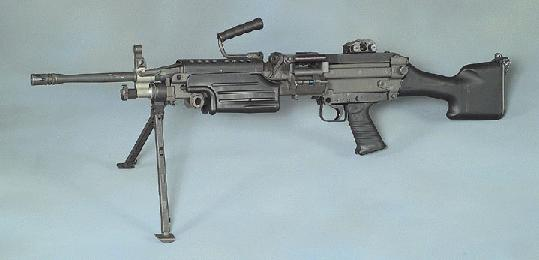
FN Minimi, una de las ametralladoras ligeras modernas más populares entre los países de la OTAN.

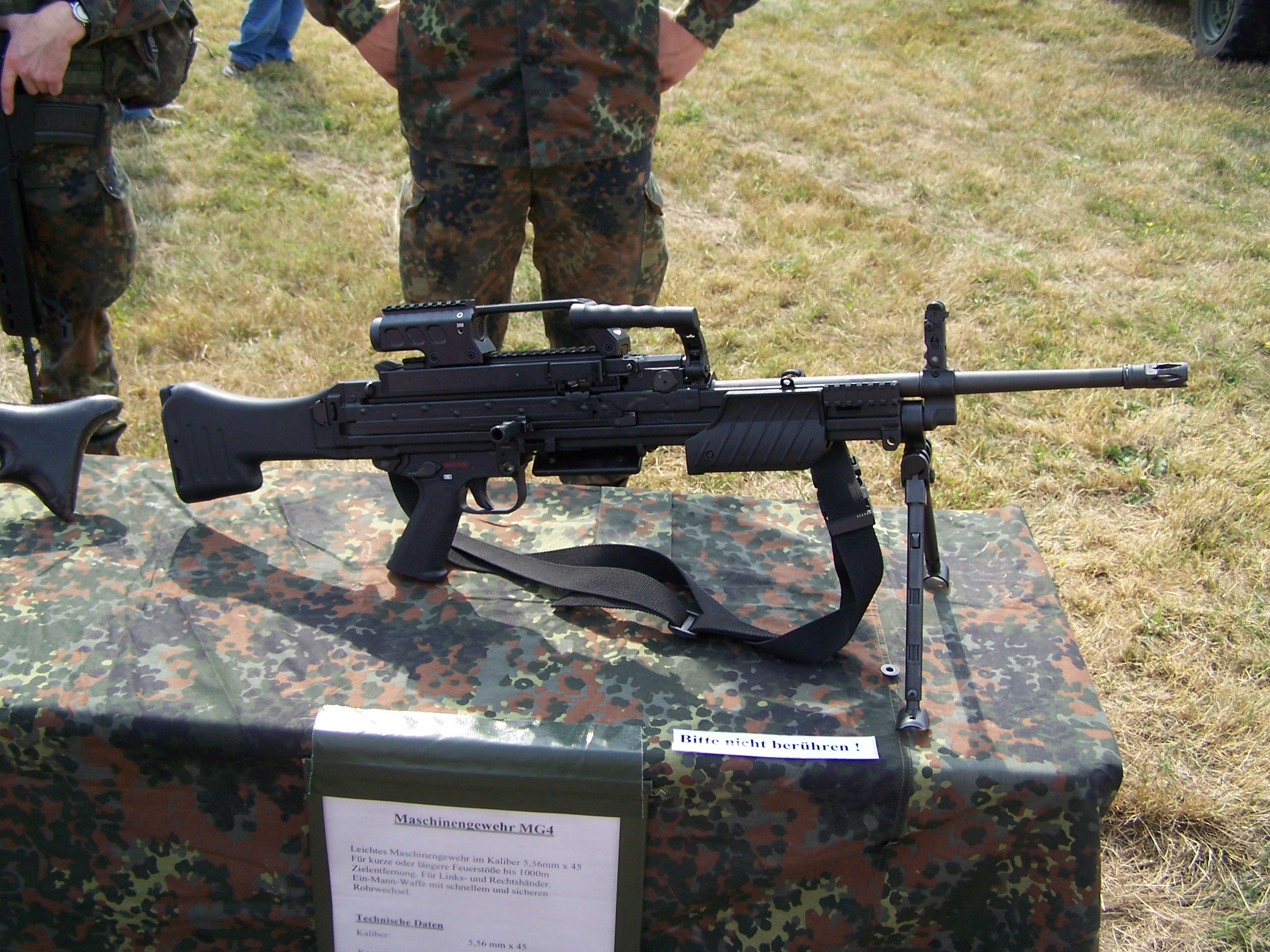
Heckler & Koch MG4 del Ejército Alemán.

Una ametralladora ligera (LMG por sus siglas en inglés) o fusil de ametrallamiento, es una ametralladora diseñada para ser empleada por un único soldado, con asistente o sin él, como apoyo a la infantería en la línea de frente. La ametralladora ligera suele ser usada como arma automática de escuadrón.
Una ametralladora ligera puede ser identificada o por el arma o por su función táctica. Se usa para disparar ráfagas cortas de 8-10 disparos, generalmente desde un bípode; un soporte para fuego continuo como es el trípode ya es una característica de una ametralladora media. Algunas ametralladoras, en particular las ametralladoras de propósito general, pueden ser desplegadas tanto como ametralladoras ligeras como medias. Como regla general, si una ametralladora es desplegada con un bípode es una ametralladora ligera; y si lo es en un trípode es una ametralladora media, a menos que tenga un calibre de 12,7 mm o superior, entonces es una ametralladora pesada. Las ametralladoras ligeras modernas suelen tener un calibre menor, además de ser más livianas  y compactas, que las ametralladoras medias.  
Las ametralladoras ligeras, como la Lewis británica fueron introducidas por primera vez en la Primera Guerra Mundial para aumentar el poder de fuego de la infantería. Al fin de la Segunda Guerra Mundial, las ametralladoras ligeras generalmente estaban siendo desplegadas en una escala de una por sección o escuadra, y las escuadra de infantería moderna emergió con tácticas basadas en la utilización de las ametralladoras ligeras.

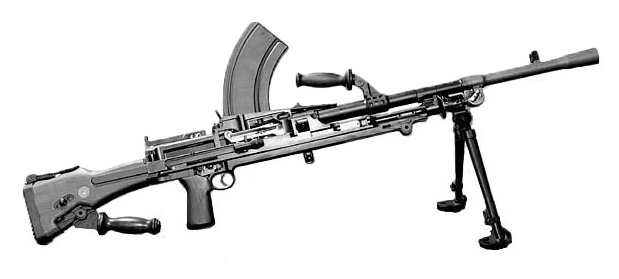
Ametralladora ligera Bren.

Es posible disparar una ametralladora ligera desde la cadera o en movimiento, pero resulta poco preciso, por lo que generalmente se dispara desde una posición estacionaria usando un bípode. Muchas ametralladoras ligeras antiguas (como la Bren o el Fusil automático Browning Modelo 1918) eran alimentadas mediante cargador. Otras como la MG 34, podían ser alimentadas mediante cinta o cargador. Las ametralladoras ligeras modernas están diseñadas para disparar más proyectiles de menor calibre y tienden a ser alimentadas mediante cinta. Algunas, como la RPK soviética/rusa, son modificaciones de diseños de fusiles de asalto existentes. Las adaptaciones generalmente incluyen un cargador de mayor capacidad, un cañón más pesado para resistir el sobrecalentamiento, un mecanismo más robusto para soportar el fuego continuo y un bípode. Otras ametralladoras ligeras modernas, como la FN Minimi, ofrecen la posibilidad de utilizar cinta de munición o un cargador desechable. Las ametralladoras ligeras modernas de menor peso han permitido ser desplegadas a nivel de escuadra.

## Ejemplos

### 1900s–1940s
- Ametralladora Madsen
- Bergmann MG15 (7,92 x 57 Mauser)
- Lahti-Saloranta M/26 (7,62 x 54 R)
- Hotchkiss M1909 Benet-Mercie (8 mm Lebel, .303 British, .30-06 Springfield)
- Hotchkiss M1922 (8 mm Lebel, .303 British, 7,92 x 57 Mauser, 7 x 57 Mauser)
- Bren (.303 British)
- Vickers-Berthier (.303 British)
- Chauchat (8 mm Lebel)
- Degtiariov (7,62 x 54 R)
- Maxim-Tokarev (7,62 x 54 R)
- Fusil automático Lewis (8 mm Lebel / 6,5 x 55 Mauser)
- Lewis (.303 British, .30-06 Springfield)
- Mendoza C-1934 (7 x 57 Mauser)
- Mendoza RM2 (.30-06 Springfield)
- ZB vz. 26 (7,92 x 57 Mauser)
- ZB vz. 30 (7,92 x 57 Mauser)
- Browning Automatic Rifle (.30-06 Springfield)
- Browning M1919A6 (variante con culata y bípode) (.30-06 Springfield)
- Ametralladora Johnson M1941 (.30-06 Springfield)
- Tipo 11 (6,5 x 50 Arisaka)
- Tipo 96 (6,5 x 50 Arisaka)
- Tipo 97 (7,70 x 58 Arisaka)
- Tipo 99 (7,70 x 58 Arisaka)
- Breda 30 (6,5 x 52 Mannlicher-Carcano)
- FM 24/29 (7,5 x 54 Francés)
- MG 34 (7,92 x 57 Mauser)
- MG 42 (7,92 x 57 Mauser)
- Furrer M25 (7,5 x 55 Suizo)
- / MG 30 (7,92 x 57 Mauser, 8 x 56 R)

### 1950s–1970s
- RPD (7,62 x 39)
- L4A1 Bren (7,62 x 51 OTAN)
- MG 51 (7,5 x 55 Suizo GP11)
- FN MAG (7,62 x 51 OTAN)
- FAL 50.41 & 50.42 (7,62 x 51 OTAN)
- MG3 (7,62 x 51 OTAN)
- M60 (7,62 x 51 OTAN)
- PK (7,62 x 54 R)
- Stoner 63 LMG (5,56 x 45 OTAN)
- RPK (7,62 x 39)
- Ametralladora ligera Dror (.303 British, 7,92 x 57 Mauser)
- Ametralladora vz. 52 (7,62 x 39)

### 1970s-presente
- FN Minimi (5,56 x 45 OTAN)
  -  M249 SAW (5,56 x 45 OTAN)
  -  Mk 48 Mod 0 (7,62 x 51 OTAN)
- CETME Ameli (5,56 x 45 OTAN)
- Ultimax U-100 (5,56 x 45 OTAN)
- Vektor Mini-SS
- IMI Negev (5,56 x 45 OTAN)
- Pecheneg (7,62 x 54 R)
- Heckler & Koch MG4 (5,56 x 45 OTAN)
- Ares Shrike 5.56 (5,56 x 45 OTAN)
- Stoner LMG (5,56 x 45 OTAN)
- Fusil automático Colt (5,56 x 45 OTAN)
- Ametralladora ligera Tipo 73 (7,62 x 54 R)
- Steyr AUG H-BAR (5,56 x 45 OTAN)
- RPK-74 (5,45 x 39)
- L86 LSW (5,56 x 45 OTAN)
- Heckler & Koch MG36 (5,56 x 45 OTAN)
- INSAS LMG (5,56 x 45 OTAN)
- SAR 21 LMG (5,56 x 45 OTAN)
- EMERK (5,56 x 45 OTAN)
- SC-2010 LMG (5,56 x 45 OTAN)